# Alfa Romeo Tipo 316
La Tipo 316 è un'autovettura da competizione prodotta dall'Alfa Romeo nel 1938. Il modello è anche conosciuto come 316 e 16C-316.

## Storia
Ha partecipato alla stagione 1938 ed alla stagione 1939, ed è stata guidata da Nino Farina e Clemente Biondetti.
La Tipo 316 è stata una delle tre Alfa Romeo concepite dalla casa automobilistica per gareggiare con le nuove norme promulgate per la stagione 1938. Le tre vetture differivano principalmente per il motore. Gli altri due modelli erano la Tipo 308 e la Tipo 312, che avevano montato, rispettivamente, un otto cilindri in linea ed un V12. La Tipo 316 aveva invece installato un V16 a 60° anteriore e longitudinale, da 2.958 cm³ di cilindrata. Questo propulsore era sovralimentato ed erogava 350 CV di potenza a 7.500 giri al minuto. Il motore del modello era più potente di quello della Tipo 308 o della Tipo 312, ma questo non fu sufficiente per battere le rivali tedesche. Le sospensione erano indipendenti. La Tipo 316 derivava dalla 12C-37.
La Tipo 316 debuttò al Gran Premio di Tripoli del 1938, dove Biondetti si ritirò. Al Gran Premio d'Italia Farina arrivò secondo, mentre Biondetti giunse quarto. L'ultima apparizione del modello fu al Gran Premio di Svizzera del 1939, dove Farina si ritirò, quando era in testa alla corsa, al primo giro.
A causa degli sforzi dell'Alfa Romeo per progettare e realizzare la 158, destinata inizialmente alla classe voiturette, lo sviluppo della Tipo 316 non ebbe seguito.